# Ybytymí

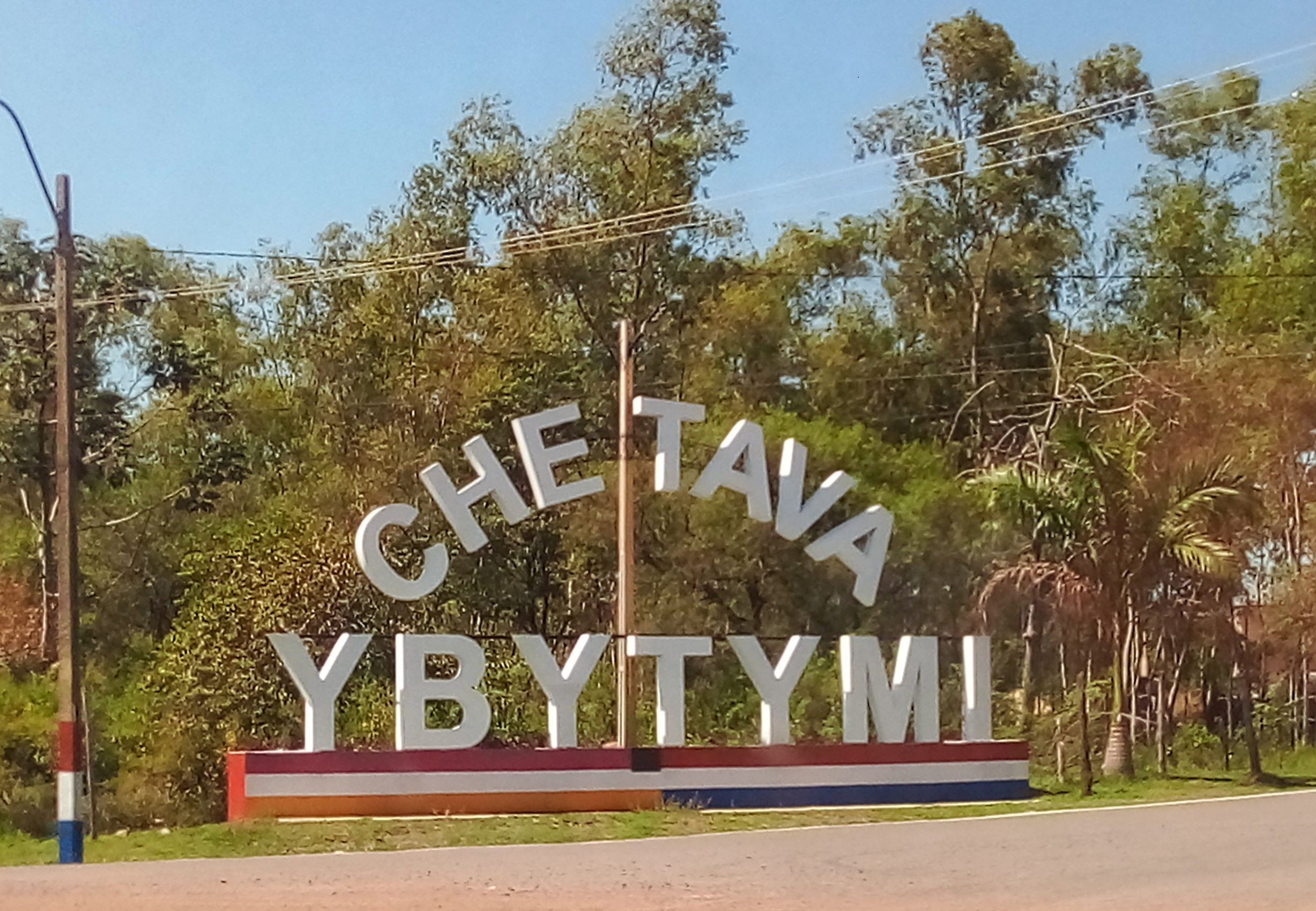
Acceso a Ybytymí por la ruta Paraguarí-Villarrica.

Ybytymí es un distrito y ciudad del departamento de Paraguarí, Paraguay. Está ubicada a 110 km de Asunción. Su principal vía de acceso es un ramal de la Ruta PY01.

## Toponimia
Deriva del guaraní ybytymi, que significa «pequeño montículo de arena», aunque puede interpretarse de otras maneras (cerro pequeño o colina pequeña), debido a la morfología del nombre yby (tierra), ty (montón), mí (sufijo diminutivo). Sus habitantes son llamados ybytymienses.
Dicha figura hace alusión al pequeño cerro junto al cual se extiende este poblado. La ciudad exhibe el paisaje bucólico -calmo, rodeado de mucho verde- de la mayoría de las localidades del interior del Paraguay. Conserva además, una importante cantidad de construcciones arquitectónicas antiguas.

## Historia
Ybytymí es una de las ciudades fundadas por el gobernador español Pedro Melo de Portugal, el 3 de octubre de 1783 al pie del Cerro Ybytimí. El lugar ya se encontraba poblado y se lo conocía como Yby Atýra. Como testimonio de los primeros días del lugar, quedan casas de arquitectura colonial y post colonial temprana. Al no existir una política de preservación, mucho de este patrimonio se fue perdiendo por la desidia.

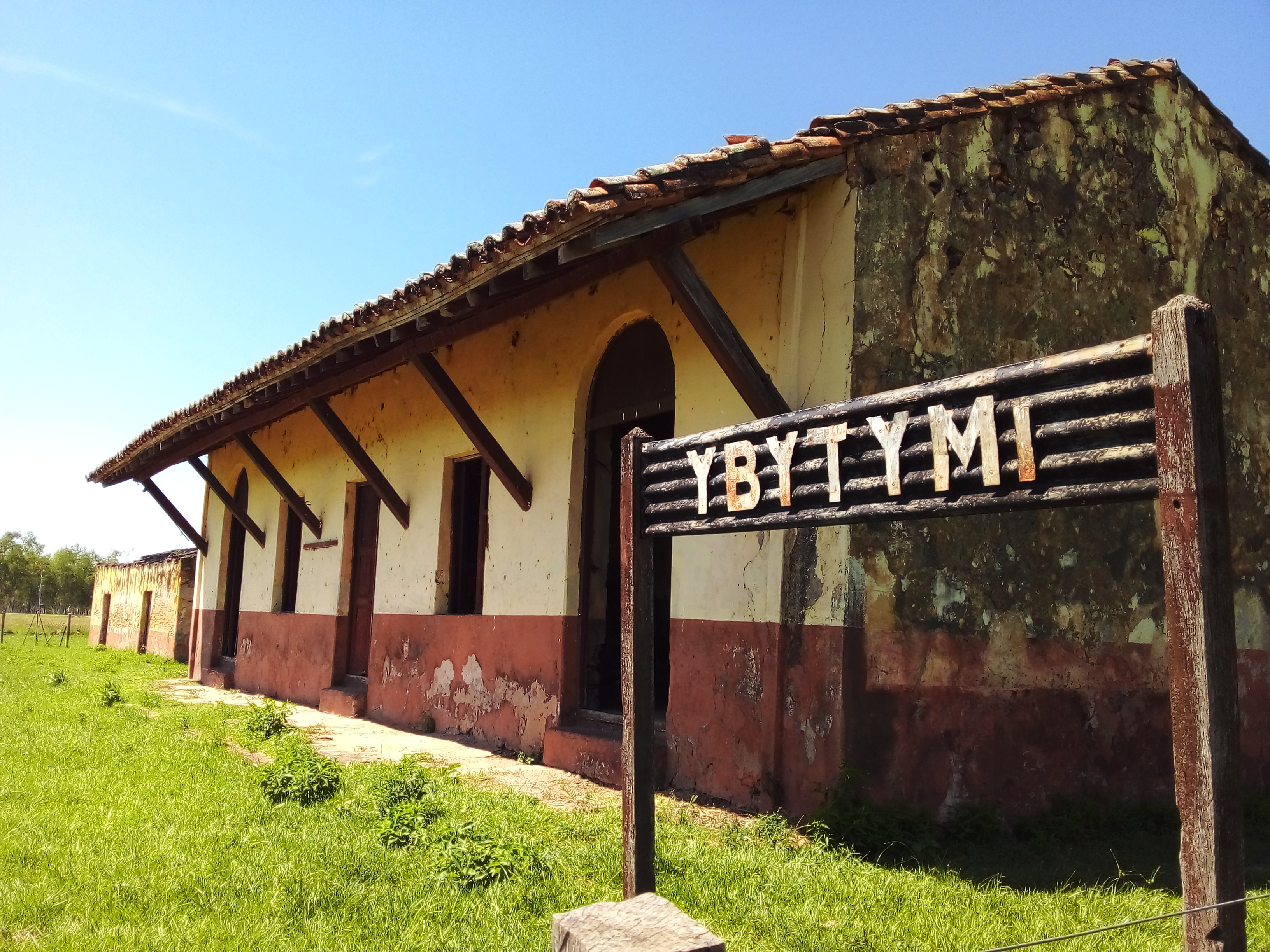
Antigua estación ferroviaria de Ybytymí.

Durante la Guerra de la Triple Alianza, en conocimiento el Mariscal López de que batallones brasileños hacían continuas incursiones hacia los pueblos de Carepeguá, Quiindy y Acahay, saqueando, matando y cometiendo tropelías de todo género, como raptar a las mujeres para llevarlas  - supuestamente para repoblar la capital- como los soldados del uruguayo mayor Coronado (El mayor Coronado se hizo famoso por sus tropelías y actos sanguinarios en la región de Ñeembucú),  envió a estas regiones al general Bernardino Caballero. Este llegó a Ybytymí en junio de 1869 y al no encontrar  tropas enemigas allí y habiéndose enterado de que se habían marchado hacia Sapucai, inmediatamente se puso en seguimiento, con 600 de tropas, para preparar una emboscada en el lugar más ventajoso.
Esperó que pasara la columna aliada. En el momento oportuno cayó sobre ella trabándose un combate cuerpo a cuerpo, cuya peor parte la llevaron los brasileños por la sorpresa de la acción. A poco, se desbandaron, tomando el camino de Paraguarí en rápida huida. El mayor Manuel Bernal, que se había apostado en un llagar convenido, les cortó el paso obligándoles a pelear encarnizadamente. Ante esta situación repentina, los brasileños se dirigieron hacia los campos de Tebicuary, siendo perseguidos continuamente por las tropas de Bernal, que les causaron pérdidas cuantiosas.
Después de este triunfo, aunque parcial, el general Caballero recibió la orden de volver a Azcurra.

## Geografía
Ybytymí está situado en el valle de un pequeño cerro. Si bien le rodean grandes extensiones de planicie, su territorio permite divisar en el horizonte las serranías de Paraguarí.

## Clima
La temperatura media es de 21 °C, la máxima en verano 39 °C y la mínima en invierno es de 2 °C. Al contrario de otras zonas deforestadas del país, Ybytymí se asienta entre considerables extensiones boscosas que menguan los intensos calores veraniegos del país. También las numerosas nacientes de agua y el correr de los arroyos cercanos suman al fresco del lugar.

## Economía
Entre las actividades económicas de los pobladores se puede mencionar la ganadería de vacunos, ovinos y porcinos. También se crían aves de corral para el autoconsumo y la comercialización de huevos, la agricultura tiene un fuerte auge ya que la mayoría de la población se dedica a este rubro.

## Acceso
La ruta más común de acceso es la Ruta PY01. Partiendo de Asunción debe doblarse en la ciudad de Paraguarí por un ramal que conduce a las ciudades de Sapucai y luego Caballero. De este último poblado se sigue unos 11 km hasta llegar a Ybytymí. Si el punto de partida es Asunción y se pretende realizar un viaje en autobús, en la Terminal de Ómnibus se ofrecen escasas salidas diarias hasta la localidad en un bus que lleva su nombre. Asimismo, es posible llegar hasta Ybytymí con un autobús desde la terminal de Asunción la empresa paraguariense que llega hasta la citado pueblo, actualmente cruza por la Estación de FF.CC. Ybytymí la Empresa Ybytyruzú y La Guaireña se sale de Terminal de Ómnibus de Asunción y Villarrica respectivamente.

## Turismo

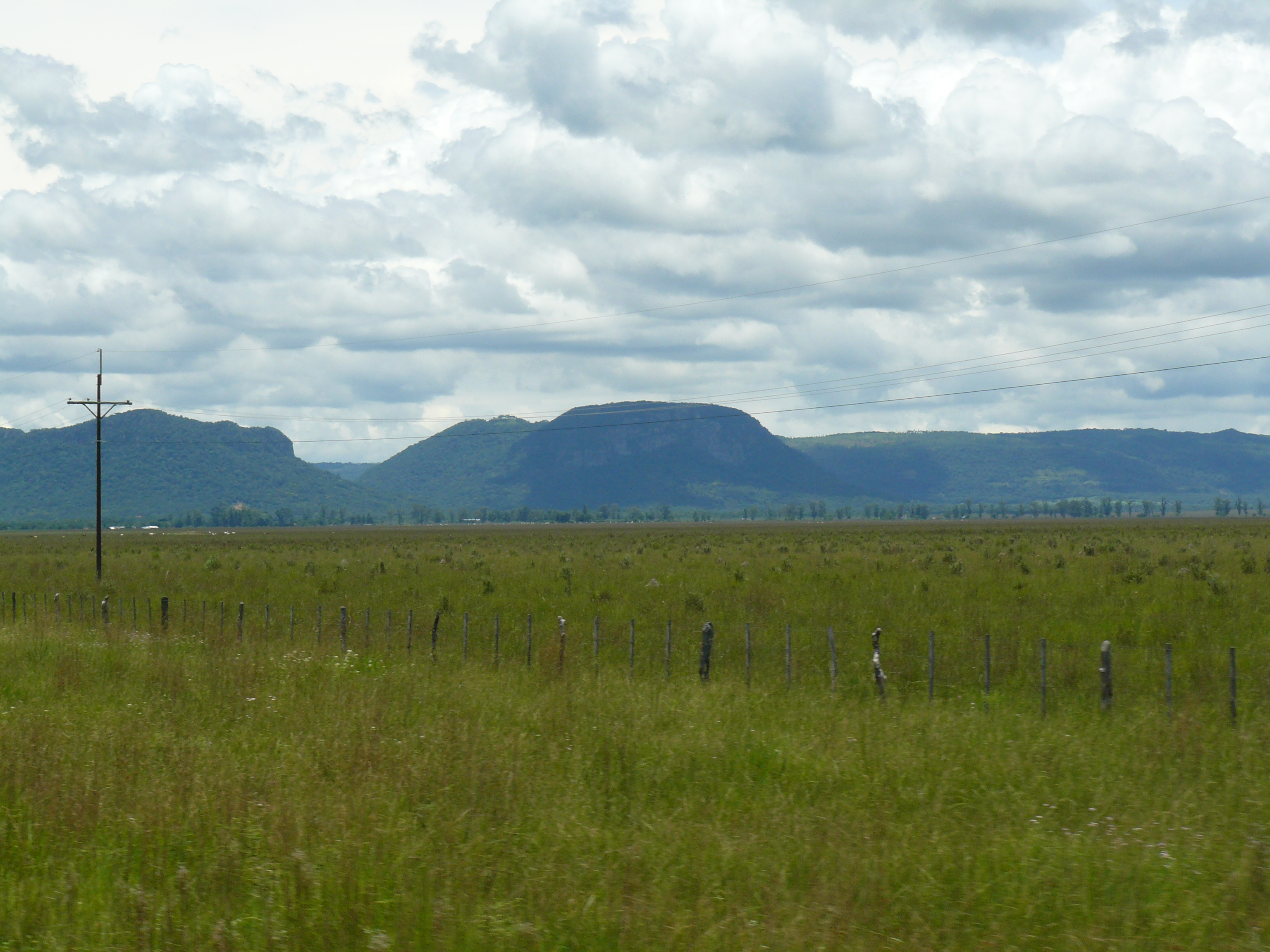
Las serranías de Paraguarí son parte del verde paisaje de Ybytymí.

Este distrito tiene un gran potencial para el turismo ecológico y para quien busca encontrarse en la tranquilidad de la naturaleza propia y el aire puro. En Ybytymí se puede disfrutar de las cristalinas aguas de los arroyos Pachongo y Aguada, y también visitar la laguna ubicada en el cerro San Antonio.
Para el turista en busca de lugares históricos también puede encontrar interesante esta localidad que todavía guarda la antigua "Estación de tren FF.CC." y la "Casa del Correo", originarias del tiempo de Don Carlos Antonio López. Asimismo, Ybytymí preserva un templo de origen franciscano cuyas tallas, santería y platería dan testimonio de otro tiempo clave en la historia colonial del Paraguay. 
Con una población predominantemente católica, Ybytymí celebra con una colorida fiesta patronal el día de la Virgen del Rosario cada 7 de octubre. A las diversas ceremonias religiosas le secunda la fiesta secular poblada de juegos de azar, rústicos parques de diversiones desmontables y romería. Eventualmente pueden darse juegos y muestras ecuéstres.
En la localidad de Cap. Solano Escobar, distante a 21 km de la ciudad, se puede disfrutar de los arroyos Rory Mí y Rory Guazú, éstos tienen una particularidad, de que el arroyo Rory Guazú tiene sus aguas frías y el Rory Mí tiene las aguas tibias. Esto se debe a que el primero recorre en su mayor parte por bosques, mientras que el segundo por campos. Esta diferencia se nota mucho más en el verano. De la unión de ambos arroyos se forma el arroyo Rory, que desemboca en el arroyo Tebicuarymí, este a su vez en el río Tebicuary y río Paraguay respectivamente.

## Personalidades destacadas
- Mariano Roque Alonso: cónsul de la República del Paraguay que tuvo la responsabilidad de suceder en el gobierno del Paraguay al Dictador Perpetuo Dr. José Gaspar Rodríguez de Francia tras su muerte.
- Mayor Eduardo Vera, lugarteniente del general José Eduvigis Díaz, héroe de la batalla de Curupayty en la Guerra de la Triple Alianza y protagonista del Alzamiento de 18 de octubre de 1891.
- Narciso R. Colmán, “Rosicrán” fue el primer poeta guaraní publicado, ya que la lírica de esta lengua había sido hasta su obra totalmente oral. Rosicrán fue además un prolífico investigador de la mitología guaraní y con otros guaraniólogos buscó desarrollar un alfabeto apropiado para la lengua.
- Lorenzo Leguizamón, arpista de renombre que ha acompañado a importantes figuras del folclore paraguayo como Hilarión Correa, Aníbal Lovera, Ramón Vargas Colmán, entre otros y ha integrado históricas agrupaciones de la música paraguaya.
- Capitán Solano Liborio Escobar Montania; (n. el 24 de julio de 1909) Fueron sus padres el coronel Justo D Escobar y Juana R Montañía. Nieto del héroe de la guerra de la Triple Alianza y expresidente de la República, general Patricio Escobar. Ingresó en la Academia en julio de 1929. Egresó como teniente 2.º de Infantería el 10 de diciembre de 1931, siendo el mejor de su promoción. Era del Regimiento 3 Corrales. Ascendió de forma póstuma a capitán el 18 de enero de 1935. Falleció el 14 de enero de 1935, en Palo Marcado (en Bolivia, cerca de Villamontes, a 70 km aprox. de la frontera con Paraguay) a consecuencia de heridas en combate.